# François-Joseph Lestiboudois
Pour les articles homonymes, voir Lestiboudois.

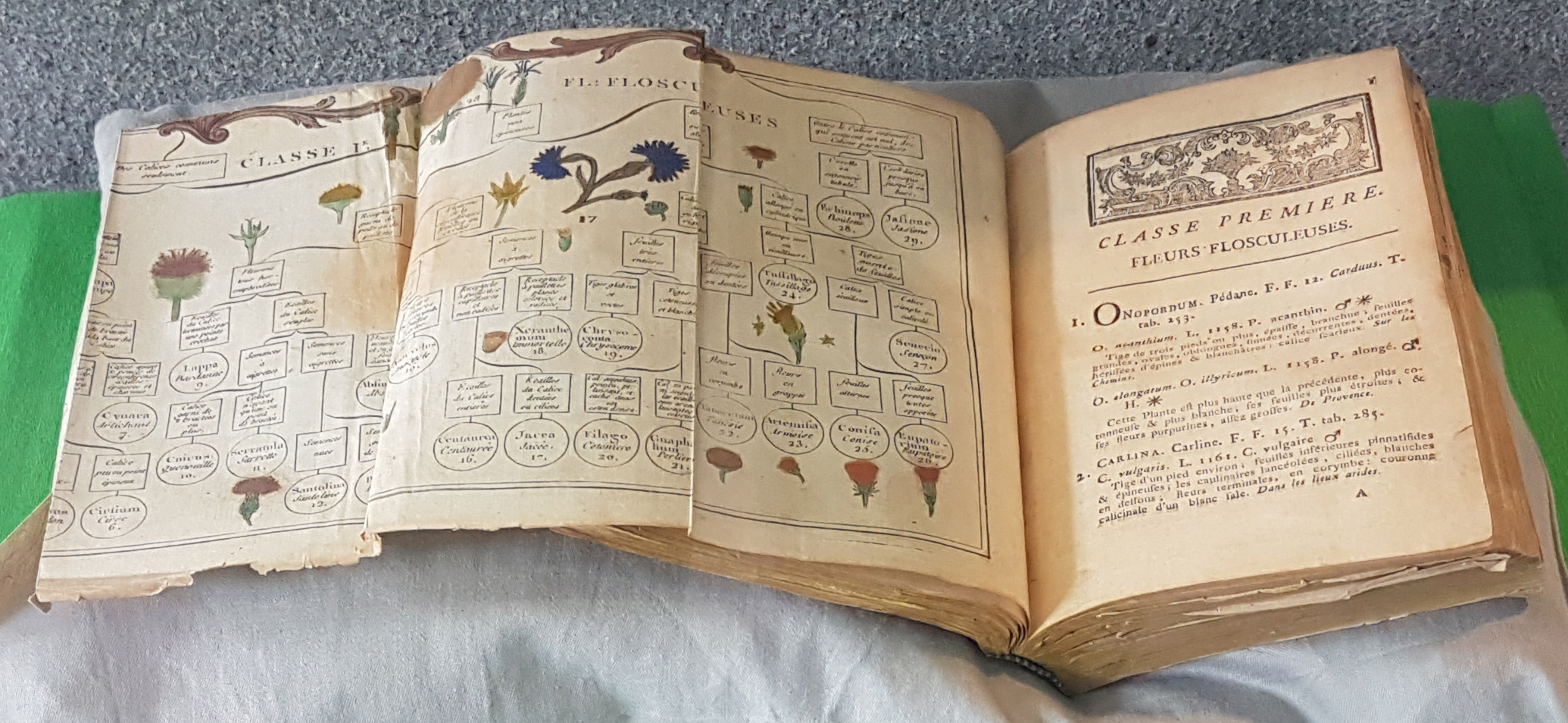
Botanographie belgique, etc. (Lille, 1781)

François-Joseph Lestiboudois est un médecin et un botaniste français, né à Lille en 1759 et mort dans la même ville le 26 juillet 1815.

## Biographie
Il est le fils de Jean-Baptiste Lestiboudois (1715-1804), professeur de botanique à la faculté des sciences de Lille et le père de Gaspard Thémistocle Lestiboudois (1797-1876), également botaniste. Il est médecin et professeur de botanique à Lille. Il publie le Botanographie Belgique en 1781 réédité en 1796, puis plus tard à nouveau par son fils. La première partie de l'ouvrage décrit les différents systèmes botaniques et donne un dictionnaire, la deuxième offre vingt-trois tableaux synoptiques ainsi que les usages et la description des plantes cultivées du nord de la France.